# 가시북살무사
가시북살무사(학명: Echis carinatus)는 중동·인도 등지에 분포하는 치명적인 맹독과 공격성을 지닌 독사의 일종이며, 동시에 가시북살무사속의 모식종이다. 인도코브라·러셀살무사·우산뱀과 더불어 인도에서 가장 인명 피해가 많은 네 종류의 독사 중 하나이다.

## 특징
가시북살무사는 인도의 4대 독사중의 하나이며 크기는 작은 종이지만 독은 러셀살무사보다 더 치명적이다. 크기는 대략 80cm~1.3m이다.
평균 살모사보다 무게가 적은 편으로 민첩성이 뛰어나며 무게는 대략 300g~500g이다.
인도에서 분포하지만 다른 나라에서도 인명 피해를 1000명씩이나 일으킨다.
서식지는 사람과 아주 가까운 곳이나 산림, 길, 나무틈에 산다.
가시북살무사의 독은 출혈독이 아닌 신경독이며 물리면 마비를 일으키게 되고 어지럼증을 느끼게 된다. 독은 8ml정도로 넣는다. 2종류에 맹독을 가지고 있으며 물린 부분은 하나도 아프지 않지만 1~2분 후에 마비 증상, 어지럼증, 정신이 나간 상태로 변하는 증상을 보인다. 신경독은 2가지가 있으며 마비 독과 어지럼증 독이 있다. 독니 길이는 1cm로 맹독을 주입하는 속도는 약 0.7초이다.
먹이는 주로 쥐 종류나 개구리 종류를 잡아먹는다.
적이 위협을 가할 때 당황하지 않고 독니를 드러내 경고를 한다. 비늘이 톱니처럼 날카로워서 톱니비늘살무사라고도 한다.

## 인명피해
가시북살모사는 인명 피해를 늘리는 독사 중의 하나이다. 몸색깔이 지면의 색깔과 유사하다 보니 사람이 모르고 가까이 갔다가 가시북살모사에 물려 사망하는 경우가 종종 생긴다.